# Sachwerttheorie
Die Sachwerttheorie wurde als Ergänzung zur nicht mehr als ausreichend angesehenen Substanztheorie geschaffen. Sie ist vor allem in den sogenannten Sparbuch-Fällen auf große Resonanz gestoßen, da diese von der Substanztheorie nicht erfasst werden. Die Sachwerttheorie besagt, dass nicht nur die dauerhafte Enteignung der Sache selbst als Enteignungselement dient, sondern auch ein der Sache innewohnender Sachwert (lateinisch lucrum ex re). Das heißt, der Täter muss einen aus der Sache unmittelbar hervorgehenden wirtschaftlichen Vorteil nutzen und die Sache dadurch im Wert mindern. Hier ist die Abgrenzung zwischen Enteignung und Gebrauchsanmaßung zu unterscheiden, was in bestimmten Einzelfällen nicht immer sehr leicht fällt. Wird zum Beispiel ein Sparbuch entwendet, mit diesem Geld abgehoben und es dann wieder an den ursprünglichen Ort zurückgeführt, so ist sicherlich ein der Sache innewohnender Wert enteignet worden. Problematischer wird es bei Fällen, in denen ein Vorteil aus der Sache genutzt wird, ohne diese in ihrem Wert wirtschaftlich zu mindern. Hier wird nach der herrschenden Meinung von einer reinen Gebrauchsanmaßung ausgegangen.
Die Unterscheidung ist bedeutsam, da die Gebrauchsanmaßung bis auf einige Sonderfälle straffrei ist, die Enteignung dagegen nicht.